# サベリエフ事件
サベリエフ事件（サベリエフじけん）とは、ロシア連邦によるスパイ事件。在日ロシア通商代表部のウラジーミル・サベリエフが、2004年（平成16年）9月頃から2005年（平成17年）5月頃にかけて、東芝グループの系列会社に勤める日本人会社員から、その勤務先の会社の先端科学技術に関する機密情報等を不正に入手し、対価として日本人会社員に報酬を支払っていた事件である。警視庁公安部は2005年10月、解雇された元社員とサベリエフを東京地方検察庁に書類送検したが、サベリエフはそれに先立ち、ロシアに逃亡していた。

## 概要
事件は東芝系企業に勤務する会社員が、電力用半導体素子関連情報をロシア連邦に漏洩していたもので、機密情報を在日ロシア連邦通商代表部員のウラジーミル・サベリエフに漏らし、見返りとして現金約100万円を受け取っていた。漏れた情報は、「パワー半導体」とも称される電流を制御する半導体素子に関するものであり、会社としては民生品に使われるものであったため、当時は「顧客に説明するための資料」であり「軍事転用できるレベルではない」と主張していたが、実際には潜水艦や戦闘機のレーダー、ミサイルの誘導システムなど、軍事転用も可能な両用技術であった。サベリエフ自身は、ロシア対外情報庁（SVR）の先端技術獲得部門に所属する工作員であり、日露貿易などを所管する部署である通商代表部にもSVR所属の人間が勤務していたこととなる。
2人は2004年4月、千葉市美浜区の幕張メッセで行われた電気機器展示会で知り合った。展示会のブースで自社製品について説明していた会社員に、サベリエフが「私はイタリア人で名前はバッハだ」と偽り、「経営コンサルタントをしている。日本への会社進出にあたって来日した。協力してほしい」などと巧みに近づいた。以後、2人は何度か会食を重ねた。最初、サベリエフはインターネットのウェブページに掲載されるレベルの情報を求めていたが、だんだんと要求レベルが高じていった。会社員は、会社から貸与されたノートパソコンを社外に無断で帯出し、パソコンに保存された技術情報を、コンパクトフラッシュにコピーして手渡した。サベリエフはさらに、「社内ネットワークへのアクセス方法を教えてほしい」とも要求していた。
警視庁公安部は2005年9月、社員に任意同行を求めて事情聴取を開始し、その結果、事実が明るみになった。会社員は「コンサルタントの仕事には必要ないと思われる資料を求められ、途中からおかしいとは思っていたが、飲み代欲しさに断れなかった」と供述している。
解雇された会社員は2005年10月、サベリエフとともに背任容疑で東京地方検察庁に書類送検されたが、東京地検は2006年（平成18年）2月、2人を起訴猶予処分とした。